# 池田安生
池田 安生（いけだ やすお、1962年）は、日本の会計学者。武蔵野大学経営学部会計ガバナンス学科教授。博士(経営学)(横浜国立大学）。専門は人的資源会計。日系ロジスティクス企業での12年間の海外勤務、外資系海運会社財務責任者等を経て現職。米国公認会計士。。

## 経歴
- 2021年（令和3年） - 日本経済大学経営学部准教授
- 2022年（令和4年） - 日本経済大学経営学部教授、産業能率大学大学院総合マネジメント研究科非常勤講師
- 2023年（令和5年） - 武蔵野大学経営学部会計ガバナンス学科教授、日本経済大学大学院経営学研究科非常勤講師

## 論文
- 池田安生